# Associazione Calcio Femminile Gravina 2001-2002
Questa voce raccoglie le informazioni riguardanti l'Associazione Calcio Femminile Gravina nelle competizioni ufficiali della stagione 2001-2002.

## Divise e sponsor
|  | 1ª divisa |  | 2ª divisa |

## Organigramma societario
Dati estratti dalla rivista Calcio 2000
Area tecnica
- Allenatore: Armando Drago
- Allenatore dei portieri: Aldo Ferlito
- Preparatore atletico: Siano

## Rosa
Rosa e ruoli estratti dalla rivista Calcio 2000 e Annuario del calcio femminile 2001/2002
| N. |                   | Ruolo | Calciatrice          |
| -- | ----------------- | ----- | -------------------- |
|    | Italia (bandiera) | P     | Mimma Fazio          |
|    | Italia (bandiera) | P     | Antonella Leonardi   |
|    | Italia (bandiera) | D     | Annamaria Ancora     |
|    | Italia (bandiera) | D     | Loredana Calogero    |
|    | Italia (bandiera) | D     | Sandra Di Bella      |
|    | Italia (bandiera) | D     | Tiziana Messina      |
|    | Italia (bandiera) | D     | Assunta "Susy" Siano |
|    | Italia (bandiera) | C     | Sabrina Ciaffaglione |

| N. |                   | Ruolo | Calciatrice               |
| -- | ----------------- | ----- | ------------------------- |
|    | Italia (bandiera) | C     | Giuseppa Finocchiaro      |
|    | Italia (bandiera) | C     | Stefania Guglielmino      |
|    | Italia (bandiera) | C     | Daniela Pavone            |
|    | Italia (bandiera) | C     | Assunta Randello          |
|    | Italia (bandiera) | A     | Patrizia Caccamo          |
|    | Italia (bandiera) | A     | Valeria Serafina Campagna |
|    | Italia (bandiera) | A     | Francesca Tosto           |

## Calciomercato

### Sessione estiva
| Acquisti | Acquisti         | Acquisti    | Acquisti   |
| R.       | Nome             | da          | Modalità   |
| -------- | ---------------- | ----------- | ---------- |
| C        | Assunta Randello | Cammaratese | svincolata |

| Cessioni | Cessioni | Cessioni | Cessioni |
| R.       | Nome     | a        | Modalità |
| -------- | -------- | -------- | -------- |
|          |          |          |          |

## Risultati

### Serie A

#### Girone di andata
| 15 settembre 2001 1ª giornata | Foroni | 13 – 0 | Gravina |  |

| 22 settembre 2001 2ª giornata | Gravina | 2 – 2 | Letti Cosatto Tavagnacco |  |

| Arbitro: | Apolchi (Gubbio) |

|              |           |                                 |
| Randello 50’ | Marcatori | 30’ Parejo 57’ Sberti 88’ Conti |

| Arbitro: | Manca (Carbonia) |

|           |           |                          |
| Ulivi 15’ | Marcatori | 36’ Randello 70’ Caccamo |

| Catania 15 dicembre 2001, ore 14:30 CET 11ª giornata | Gravina | 0 – 7 | Ruco Line Lazio |  |

#### Girone di ritorno
| 19 gennaio 2002 14ª giornata | Gravina | 0 – 5 | Foroni |  |

| 27 gennaio 2002 15ª giornata | Letti Cosatto Tavagnacco | 3 – 0 | Gravina |  |

| Arbitro: | Mascia (Cagliari) |

|                                        |           |                 |
| Marchio 42’ Pintus 44’, 75’ Sberti 57’ | Marcatori | 90’ Guglielmino |

| Roma 20 aprile 2002, ore 16:00 CEST 24ª giornata | Ruco Line Lazio | 3 – 0 | Gravina | Stadio Tre Fontane |

### Coppa Italia

#### Terzo turno
| 22 dicembre 2001 | CUS Cosenza | 1 – 4 | Gravina |  |

#### Ottavi di finale
| 23 gennaio 2002 Andata | Gravina | 1 – 1 | Ludos Palermo |  |

| febbraio 2002 Ritorno | Ludos Palermo | 4 – 0 | Gravina |  |

## Statistiche

### Statistiche di squadra
| Competizione | Punti | In casa | In casa | In casa | In casa | In casa | In casa | In trasferta | In trasferta | In trasferta | In trasferta | In trasferta | In trasferta | Totale | Totale | Totale | Totale | Totale | Totale | DR  |
| Competizione | Punti | G       | V       | N       | P       | Gf      | Gs      | G            | V            | N            | P            | Gf           | Gs           | G      | V      | N      | P      | Gf     | Gs     | DR  |
| ------------ | ----- | ------- | ------- | ------- | ------- | ------- | ------- | ------------ | ------------ | ------------ | ------------ | ------------ | ------------ | ------ | ------ | ------ | ------ | ------ | ------ | --- |
| Serie A      | 18    | 13      | -       | -       | -       | -       | -       | 13           | -            | -            | -            | -            | -            | 26     | 4      | 6      | 16     | 20     | 68     | -48 |
| Coppa Italia | -     | 1       | 0       | 1       | 0       | 1       | 1       | 2            | 1            | 0            | 1            | 4            | 5            | 3      | 1      | 1      | 1      | 5      | 6      | -1  |
| Totale       | -     | 14      | -       | -       | -       | -       | -       | 15           | -            | -            | -            | -            | -            | 29     | 5      | 7      | 17     | 25     | 74     | -49 |

### Statistiche delle giocatrici
| Giocatore       | Serie A  | Serie A | Serie A     | Serie A    | Coppa Italia | Coppa Italia | Coppa Italia | Coppa Italia | Totale   | Totale | Totale      | Totale     |
| Giocatore       | Presenze | Reti    | Ammonizioni | Espulsioni | Presenze     | Reti         | Ammonizioni  | Espulsioni   | Presenze | Reti   | Ammonizioni | Espulsioni |
| --------------- | -------- | ------- | ----------- | ---------- | ------------ | ------------ | ------------ | ------------ | -------- | ------ | ----------- | ---------- |
| A. Ancora       | 25       | 0       | ?           | ?          | ?            | ?            | ?            | ?            | 25+      | 0+     | ?           | ?          |
| P. Caccamo      | 26       | 5       | ?           | ?          | ?            | ?            | ?            | ?            | 26+      | 5+     | ?           | ?          |
| V. Campagna     | 4        | 1       | ?           | ?          | ?            | ?            | ?            | ?            | 4+       | 1+     | ?           | ?          |
| S. Ciaffaglione | ?        | ?       | ?           | ?          | ?            | ?            | ?            | ?            | ?        | ?      | ?           | ?          |
| L. Calogero     | 1        | 0       | ?           | ?          | ?            | ?            | ?            | ?            | 1+       | 0+     | ?           | ?          |
| S. Di Bella     | 11       | 0       | ?           | ?          | ?            | ?            | ?            | ?            | 11+      | 0+     | ?           | ?          |
| M. Fazio        | 26       | 0       | ?           | ?          | ?            | ?            | ?            | ?            | 26+      | 0+     | ?           | ?          |
| G. Finocchiaro  | 10       | 0       | ?           | ?          | ?            | ?            | ?            | ?            | 10+      | 0+     | ?           | ?          |
| S. Guglielmino  | 20       | 4       | ?           | ?          | ?            | ?            | ?            | ?            | 20+      | 4+     | ?           | ?          |
| A. Leonardi     | 5        | -?      | ?           | ?          | ?            | ?            | ?            | ?            | 5+       | 0+     | ?           | ?          |
| T. Messina      | 24       | 0       | ?           | ?          | ?            | ?            | ?            | ?            | 24+      | 0+     | ?           | ?          |
| D. Pavone       | 15       | 1       | ?           | ?          | ?            | ?            | ?            | ?            | 15+      | 1+     | ?           | ?          |
| A. Randello     | 26       | 7       | ?           | ?          | ?            | ?            | ?            | ?            | 26+      | 7+     | ?           | ?          |
| S. Siano        | 25       | 2       | ?           | ?          | ?            | ?            | ?            | ?            | 25+      | 2+     | ?           | ?          |
| F. Tosto        | 19       | 0       | ?           | ?          | ?            | ?            | ?            | ?            | 19+      | 0+     | ?           | ?          |